# Scopula cineraria
Espèce
Scopula cineraria est une espèce d'insectes lépidoptères de la famille des géométridés. Elle est endémique du Japon.
L'envergure est de 20-25 millimètres.